# Eriobotrya macrocarpa
Eriobotrya macrocarpa är en rosväxtart som beskrevs av Wilhelm Sulpiz Kurz. Eriobotrya macrocarpa ingår i släktet eriobotryor, och familjen rosväxter. Inga underarter finns listade i Catalogue of Life.